# Dialectologie
 (août 2016).
La dialectologie ou géographie linguistique est la branche de la linguistique qui étudie les dialectes et la variation linguistique. Le domaine d'étude inclut plusieurs méthodologies et domaines, incluant la dialectologie sociale, la géographie linguistique, la dialectologie structurale et la dialectologie générative.

## Objets et méthodes de la discipline

### Description interne
La dialectologie peut étudier les dialectes en les décrivant pour eux-mêmes, en  dégageant les traits (spécifiques ou non) de leur phonétique, de leur phonologie, de leur morphologie, de leur syntaxe ou de leur sémantique. En cela, la description dialectale ne diffère pas des autres travaux de description linguistique synchronique, à ceci près qu'elle se penche sur des parlers dont la variabilité est une caractéristique majeure.

### Description contrastive
Elle peut aussi comparer un ou plusieurs dialectes aux autres dialectes de la même famille ou du même groupe linguistique. Elle le fait alors souvent en recourant à des enquêtes de géographie linguistique, qui permettent de décrire la répartition spatiale des traits spécifiant les membres de ladite famille. Ces enquêtes débouchent souvent sur l'élaboration  d'atlas linguistiques, permettant de distinguer les différences entre dialectes grâce au tracé de frontières entre traits linguistiques, frontières appelées isoglosses ; une autre technique décrivant ces différences de manière plus subtile est la dialectométrie, ou mesure quantifiée des oppositions entre plusieurs points de la carte dialectale.
L'établissement d'un atlas linguistique, s'il exige un minimum d'exhaustivité, demande énormément de temps. Il s'agit d'enregistrer les différences lexicales et phonétiques des différentes régions d'une communauté linguistique. On répertorie les variantes possibles et crée ainsi des cartes indiquant les frontières dialectales (isoglosses). Ces frontières peuvent être variables selon le trait caractéristique qu'on étudie, un atlas exhaustif demande donc un maximum de cartes répertoriant des variantes.

### Description génétique
L'étude de cette répartition est souvent associée à des études diachroniques (ou historiques) qui visent à expliquer la formation des dialectes, en montrant leur différenciation à partir d'une source commune (c'est le processus de différenciation dialectale ou dialectalisation).

### Description anthropologique
Elle peut encore étudier les usages des variétés dialectales dans une société donnée, par exemple en mettant le lexique des dialectes en regard des coutumes, des usages, des croyances, des techniques et de l'organisation de cette société. En cela, la dialectologie est proche de l'anthropologie (et donc de l'anthropolinguistique) et de l'approche scientifique du folklore.

### Description sociolinguistique
La dialectologie peut enfin étudier ces usages d'un autre point de vue : le rapport ou la concurrence entre les différentes variétés linguistiques présentes dans cette société (situations de diglossie). Elle peut, dans cette perspective, étudier les attitudes et les représentations que les locuteurs de ces variétés élaborent quant au dialecte. De ce point de vue, la dialectologie est un chapitre de la sociolinguistique.

## Histoire et sociologie de la discipline
Issue des travaux du linguiste allemand Georg Wenker, la dialectologie a été établie définitivement comme science par le Suisse Jules Gilliéron. C'est le professeur Jean Haust, de l'Université de Liège qui lui a définitivement donné le nom de « dialectologie ».
Elle s'est développée dans tous les groupes linguistiques connaissant une riche variation linguistique et où se sont établies des études linguistiques, et a été stimulée tantôt par les études de linguistique historique, tantôt par l'avènement de la perspective synchronique. Elle est encouragée dans les sociétés soucieuse de mettre leur patrimoine culturel en valeur, et en particulier dans celles qui ont résolu de donner certains droits à leurs minorités culturelles et linguistiques (voir la Charte européenne des langues régionales ou minoritaires, grâce à laquelle certaines variantes traditionnellement considérées comme des dialectes ont accédé au statut de langues historiques régionales). L'action volontariste menée par les pouvoirs publics sur les dialectes (action de promotion ou, au contraire, de rejet ou de contention) fait partie de la politique linguistique.

### De la dialectologie géographique à la sociolinguistique (de la langue anglaise)
Les études classiques de la dialectologie s'étaient inquiétées principalement pour la dialectologie géographique. L'objectif principal était de produire les cartes des dialectes différents où des lignes désignées indiquaient les régions où la variation de la langue changeait. Progressivement, les dialectologues devenaient de plus en plus intéressés par les aspects sociaux de la dialectologie, pas uniquement l'aspect territorial. Le Linguistic Atlas of the United States (des années 1930) était une des premières œuvres de la dialectologie à inclure les aspects sociaux.
Cet écart à la dialectologie géographique amenait une nouvelle branche de la linguistique— la sociolinguistique— qui se focalise sur l'intersection de la vie sociale et les effets linguistiques consécutifs. Mais, le Professeur Graham Shorrocks soutient que l'inclusion des aspects sociaux dans la dialectologie était toujours dans la dialectologie et est présent dans les œuvres des dialectologues classiques.

## Branches

### Géographie linguistique
De nombreux Atlas linguistiques, dont l'Atlas linguistique de la France et ses Atlas régionaux (de la Gascogne, du Languedoc, etc.), ont répertorié les variantes de parlers et dialectes, sous forme d'un ensemble de carte linguistique.

### Dialectologie sociale
La dialectologie sociale est l'étude de la variation linguistique entre les groupes sociaux (c'est-à-dire entre les classes, les ethnies, les générations, etc.)

## Différence entre un dialecte et une langue et d'autres dialectes

### L'intelligibilité mutuelle
L'intelligibilité mutuelle est ce qui explique la zone grise entre ce qui constitue une langue distincte ou un dialecte ; elle dépend de la mesure de compréhensibilité entre langues. Quelques langues ont un degré mutuel de compréhensibilité, mais elles sont tout de même très loin d'être la même langue. Par exemple, les locuteurs de l'espagnol et les locuteurs de l'italien peuvent comprendre une mesure de l'autre langue, mais la syntaxe, la morphologie, la phonologie et le lexique ne sont pas assez similaires pour constituer une langue ; on trouve le même cas entre l'espagnol et le portugais. Par contre, les dialectes différents d'anglais sont assez similaires malgré les différences entre les phonologies et les argots.

### La diglossie
La diglossie se trouve en langues où il y a un dialecte qui est utilisé officiellement (par le gouvernement, dans la littérature et par la haute société) et un autre dialecte familier qui est utilisé quotidiennement par les classes populaires. Le sanskrit, par exemple, était utilisé par la haute société et par le peuple du nord de l'Inde ; le prakrit, par contre, était utilisé par les classes populaires. La diglossie est commune à travers le monde.

### L'arabe dialectal
L'arabe dialectal comporte environ 30 dialectes parlés, en incluant l'arabe moderne standard. L'arabe moderne standard est dérivé de l'arabe classique et est utilisé dans la littérature, à l'école et dans les correspondantes officielles (comme la nouvelle). Les dialectes différents ne sont pas un reflet complet de la vaste géographie du monde arabe : de nombreuses variations dialectales propres à certains villages ne sont pas incluses parmi ces 30 dialectes.